# غريس قاو
غريس قاو (بالإنجليزية: Grace Gao) (و. 1989  م) هي لاعبة كرة الريشة كندية، ولدت في بكين، شاركت في كرة الريشة في ألعاب أولمبية صيفية 2012 – مختلط زوجي ‏، وبطولة بيرو الدولية لكرة الريشة 2012 – زوجي مختلط، وبطولة بيرو الدولية لكرة الريشة 2012 – زوجي سيدات، وبطولة بيرو الدولية لكرة الريشة 2011 – زوجي مختلط، وبطولة بيرو الدولية لكرة الريشة 2013 – زوجي سيدات، وكرة الريشة في دورة ألعاب الكومنولث 2010 – فريق مختلط ‏، وبطولة بيرو الدولية لكرة الريشة 2013 – زوجي مختلط، وكرة الريشة في دورة ألعاب الكومنولث 2010 – سيدات زوجي ‏، وبطولة بيرو الدولية لكرة الريشة 2011 – زوجي سيدات، وبطولة بيرو الدولية لكرة الريشة 2010 – زوجي سيدات، و2011 Maldives International Badminton Championships – mixed doubles ‏، وبطولة بيرو الدولية لكرة الريشة 2010 – زوجي مختلط، و2009 Pan American Badminton Championships – mixed doubles ‏، و2010 Pan American Badminton Championships – mixed doubles ‏، و2010 Pan American Badminton Championships – women's doubles ‏، وكرة الريشة في دورة ألعاب الكومنولث 2010 – مختلط زوجي ‏.

## روابط خارجية
- غريس قاو على موقع BWF.tournamentsoftware.com (الإنجليزية)
- غريس قاو على موقع BWFbadminton.com (الإنجليزية)
- غريس قاو على موقع اللجنة الأولمبية الدولية (الإنجليزية)
- غريس قاو على موقع أوليمبيديا (الإنجليزية)
- غريس قاو على موقع اللجنة الأولمبية الكندية (الإنجليزية)
- غريس قاو على موقع اتحاد ألعاب الكومنولث (مؤرشف) (الإنجليزية)